# Teunis Abbenbroek
Teunis Johannes Abbenbroek (Goudswaard, 16 maart 1890 – Rotterdam, 12 maart 1945) was een Nederlands verzetsstrijder tijdens de Tweede Wereldoorlog.

## Biografie
Abbenbroek werkte als administratief ambtenaar 1e klasse bij de Koninklijke Bibliotheek in Den Haag. Hij was de vader van verzetsstrijder Anton Abbenbroek, en ging na de dood van deze zoon, op diens verzoek bij het verzet. Hij ging aan de slag bij de Ordedienst en tevens bij het Nationaal Steun Fonds (NSF), dat zorgdroeg voor de financiering van het verzet en geld beschikbaar stelde voor onderduikers en voor de gezinnen van spoorwegstakers, die zonder inkomsten zaten. Daar verzorgde hij  de bonkaarten in het Westland. Later was hij plaatsvervangend commandant van de Binnenlandse Strijdkrachten, district Den Haag. 
Hij werd op 27 december 1944 gearresteerd en zat tot 12 maart 1945 vast in de gevangenis van Scheveningen. Als represaille voor de aanslag op de SD'er Röhmer en de SS'er Koster werd hij samen met 19 anderen op 12 maart 1945 gefusilleerd in de Goereesestraat in Rotterdam. 
In cel 634 van het Oranjehotel is een afscheidsgroet van Abbenbroek op de muur geschreven. Dit is een gedeelte van de groet:  
"1/1 45. Voor het geval wij elkaar niet meer mochten zien, noch kunnen schrijven, weet dan dat mijn laatste gedachten bij jullie zijn. Ik heb een sterk en lichtend voorbeeld van onzen lieven Ton om naar op te zien!!! God zal voor jullie zorgen. Hij zij mijn ziel genadig. Jullie man Opa Zoon Teun J. Abbenbroek."
Abbenbroek ligt begraven op ereveld Loenen, Vak C, Grafnummer 373.

## Herdenking
Op de plaats van de fusillade is een monument geplaatst. In 1950 is het monument verplaatst naar de Pleinweg in Rotterdam. Het monument bestaat uit een gedenksteen met de 20 namen van de gevallenen.  
Even verderop is het beeld 'Il Grande Miracolo' ofwel 'De Vallende ruiter' van Marino Marini geplaatst ter herdenking van de gebeurtenis. 
Het monument Treurende Vrouw in Rotterdam is opgericht ter nagedachtenis aan de twintig mannen die hier op 12 maart 1945 door de bezetter zijn gefusilleerd. 
In de Koninklijke Bibliotheek hangt een gedenkteken in de vorm van een bronzen plaquette. 

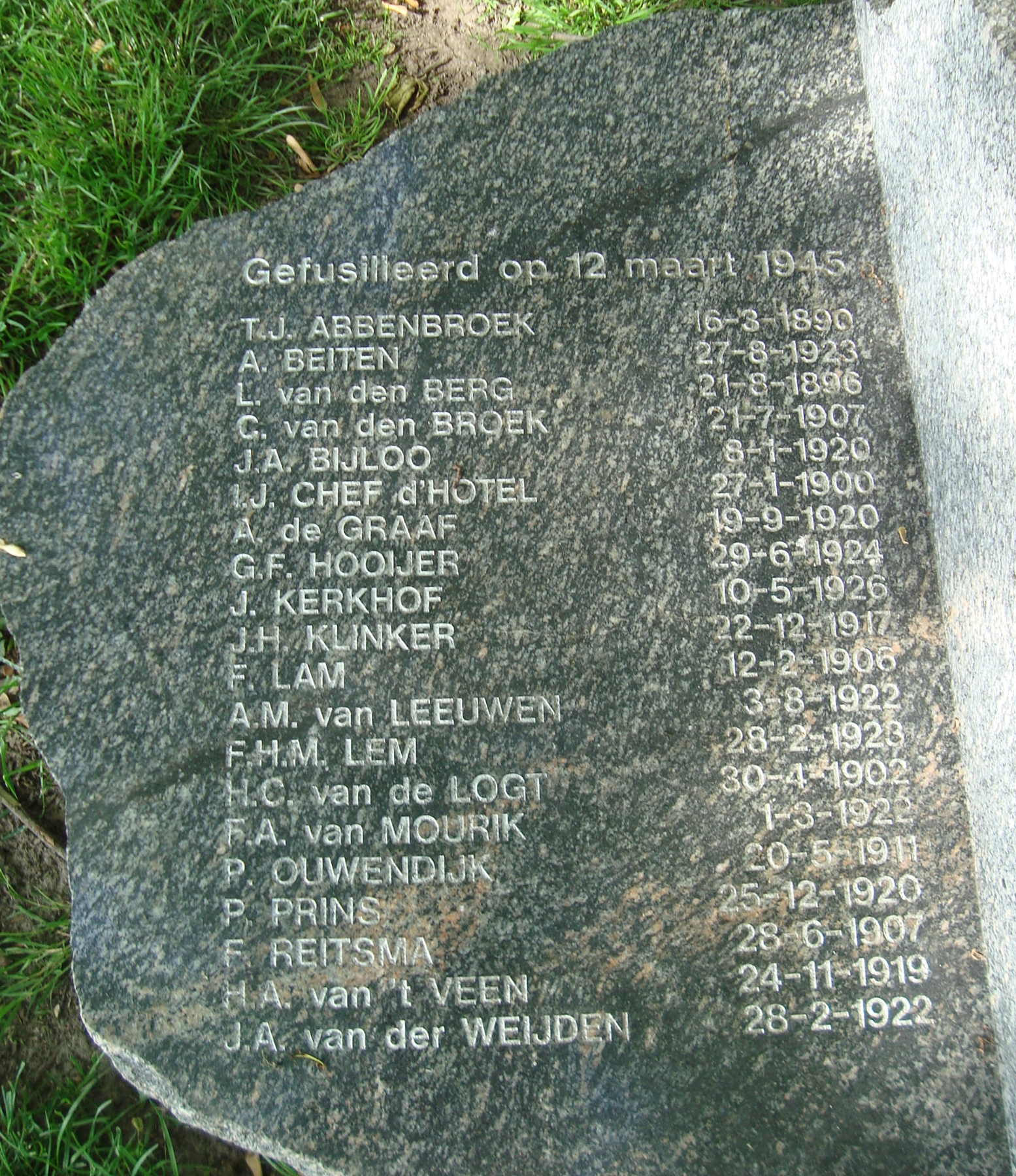
Gedenksteen herinnering executies Pleinweg
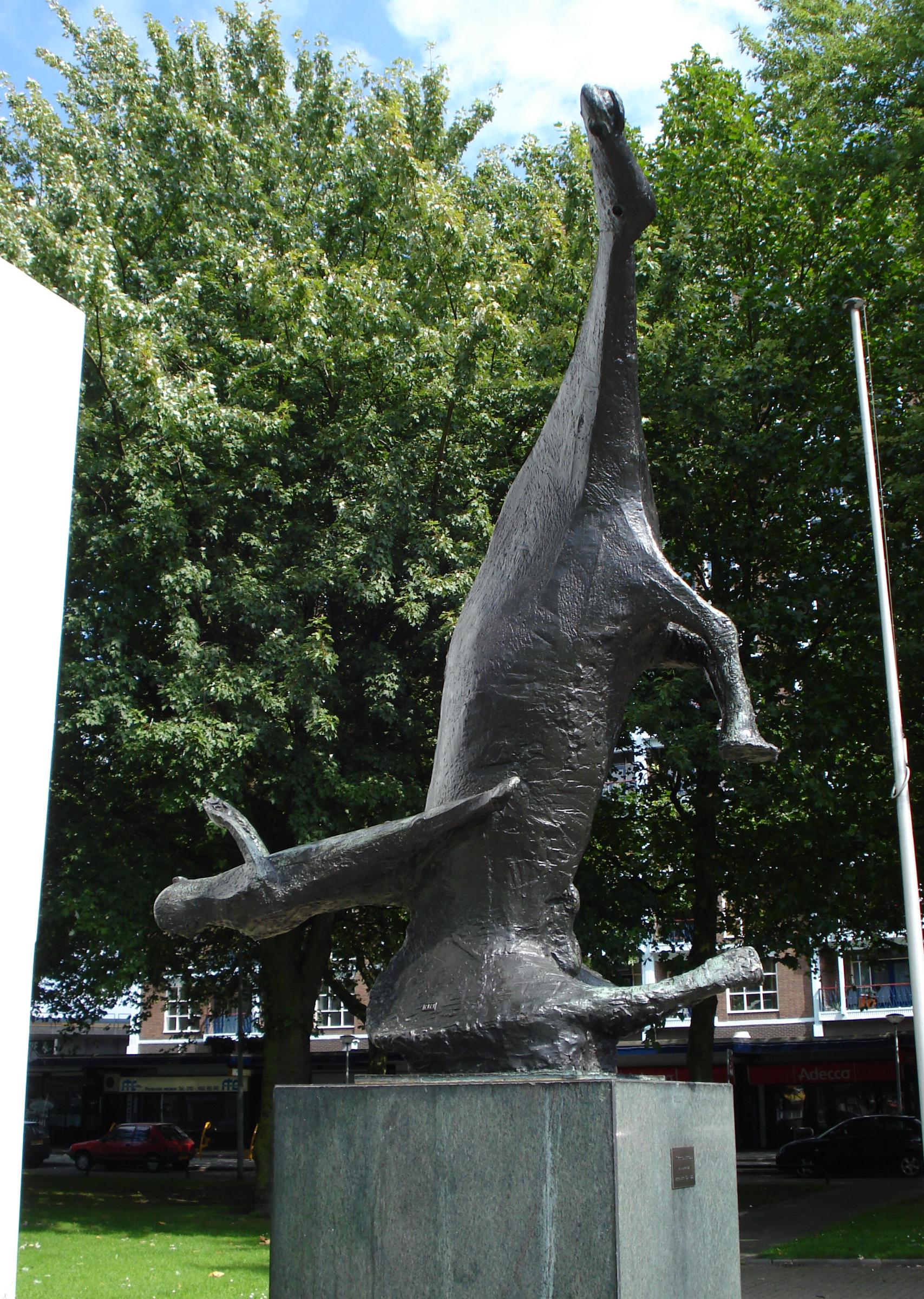
Il Grande Miracolo
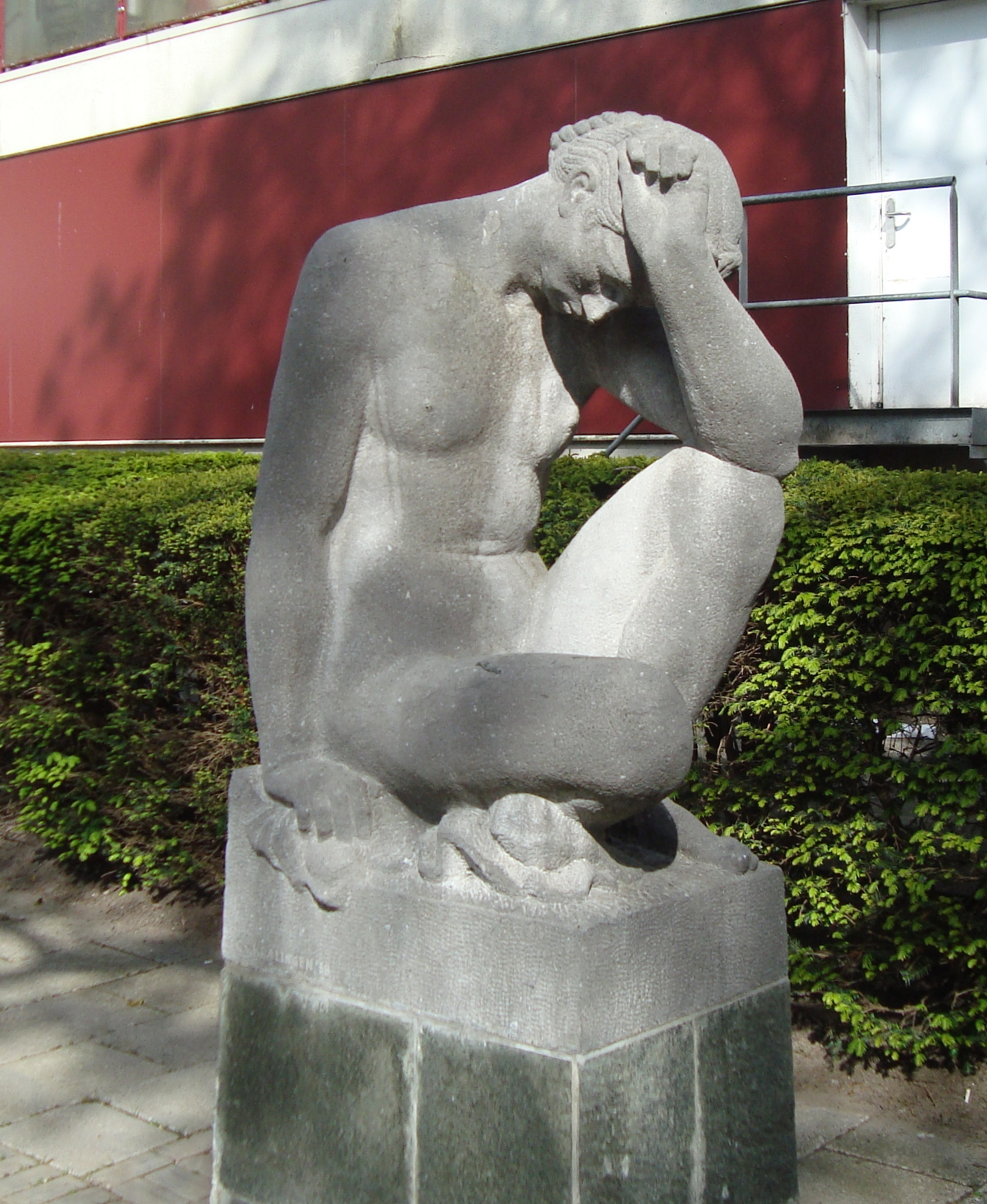
Treurende vrouw
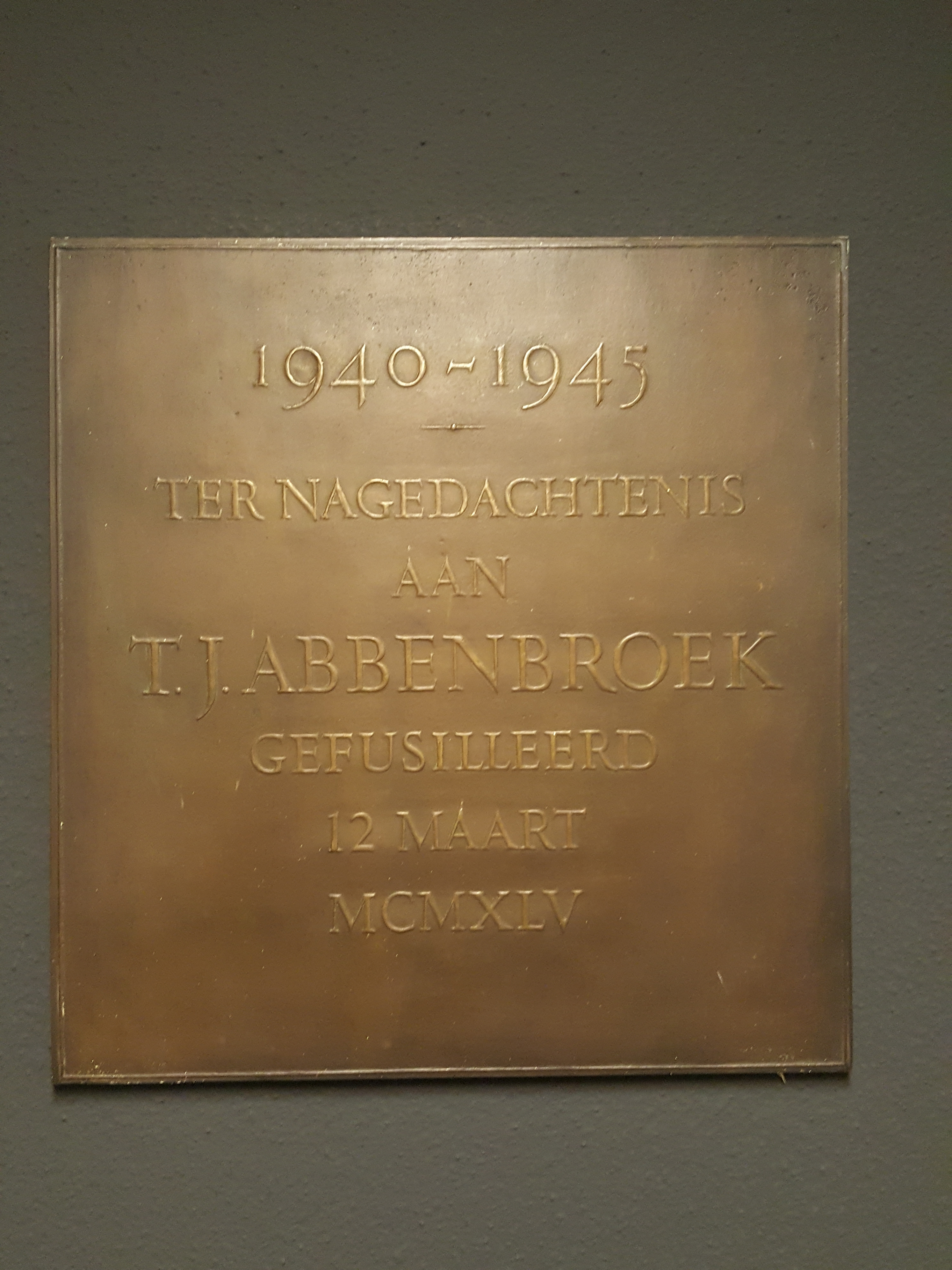
Bronzen herdenkingsplaquette in de Koninklijke Bibliotheek in Den Haag